# Most Precious Blood
Most Precious Blood ist eine US-amerikanische Hardcore-Punk-Band. Sie gehört der New-York-Hardcoreszene an und kann ebenfalls dem Metalcore zugerechnet werden.

## Geschichte
Most Precious Blood ist aus der aufgelösten Hardcoreband Indecision hervorgegangen. Die beiden Indecision-Gitarristen Justin Brannan und Rachel Rosen beschlossen mit dem zeitweiligen Indecision-Sänger Tom Sheehan zu spielen.
Auf dem 2001 erschienenen Debütalbum Nothing in Vain übernahm Rosen die Bassgitarre, während die anderen ihre üblichen Rollen einnahmen. Zu Anfang wurde der Posten des Schlagzeugers immer wieder neu besetzt.
2003 verließ Sheehan die Band und wurde durch den ehemaligen Sänger von One King Down, Rob Fusco ersetzt. Gleichzeitig stieß Bassist Matt Miller zur Band und Rosen wurde zur zweiten Gitarristin von Most Precious Blood. Im selben Jahr erschien Our Lady of Annihilation, wie der Erstling bei Trustkill Records.
Alle Mitglieder der Band sind Vegetarier oder Veganer. Außerdem setzten sie sich für Tierrechte ein und unterstützen Organisationen wie PETA. Brannan und Rosen waren zeitweise auch in der Deathgrind-Band Caninus tätig.

## Diskografie
- 2001: Nothing in Vain (Trustkill Records)
- 2003: Our Lady of Annihilation (Trustkill Records)
- 2005: Merciless (Trustkill Records)
- 2011: Do Not Resuscitate (Bullet Tooth Records)